# Dan Hovskär
Dan Tore Hovskär, född 4 mars 1970 i Kristianstads Heliga Trefaldighets församling, är en svensk politiker (kristdemokrat). Han är riksdagsledamot (statsrådsersättare) sedan 18 oktober 2022 för Västra Götalands läns östra valkrets.
Hovskär kandiderade i riksdagsvalet 2022 och blev ersättare. Han är tjänstgörande statsrådsersättare för Ebba Busch sedan 18 oktober 2022. I riksdagen är han suppleant i civilutskottet, miljö- och jordbruksutskottet, näringsutskottet, socialutskottet, trafikutskottet och utbildningsutskottet.